# John Larsen
 Der er flere personer med dette navn, se John Larsen (flertydig).
John Albert Larsen (7. januar 1935 i København – 12. juli 1993) var en dansk skuespiller, der blev uddannet fra Aalborg Teater i 1960. Han kom umiddelbart herefter til Odense Teater, hvor han optrådte frem til 1964. Sidenhen blev han ansat på bl.a. Allé Scenen, Det ny Teater, Ungdommens Teater, Det Danske Teater, Hvidovre Teater og Det kongelige Teater. Blandt de mange teaterstykker han medvirkede i kan nævnes Biedermann og Brandstifterne, Julius Cæsar, Hvem er bange for Virginia Woolf?, Bal i den Borgerlige, Den gamle dame besøger byen og Mens friheden sænker sig. I tv optrådte han i serierne Ka' De li' østers?, Smuglerne og Matador.

## Filmografi
- Krybskytterne på Næsbygaard – 1966
- De fem og spionerne – 1969
- Nøglen til Paradis – 1970
- Tre slags kærlighed – 1970
- Flugten – 1973
- Pigen og drømmeslottet – 1974
- Piger i trøjen 2 – 1976
- Drømme støjer ikke når de dør – 1979
- Peter von Scholten (film) – 1987
- Det forsømte forår – 1993